# Corpus mensurabilis musicae
Pour les articles homonymes, voir CMM.

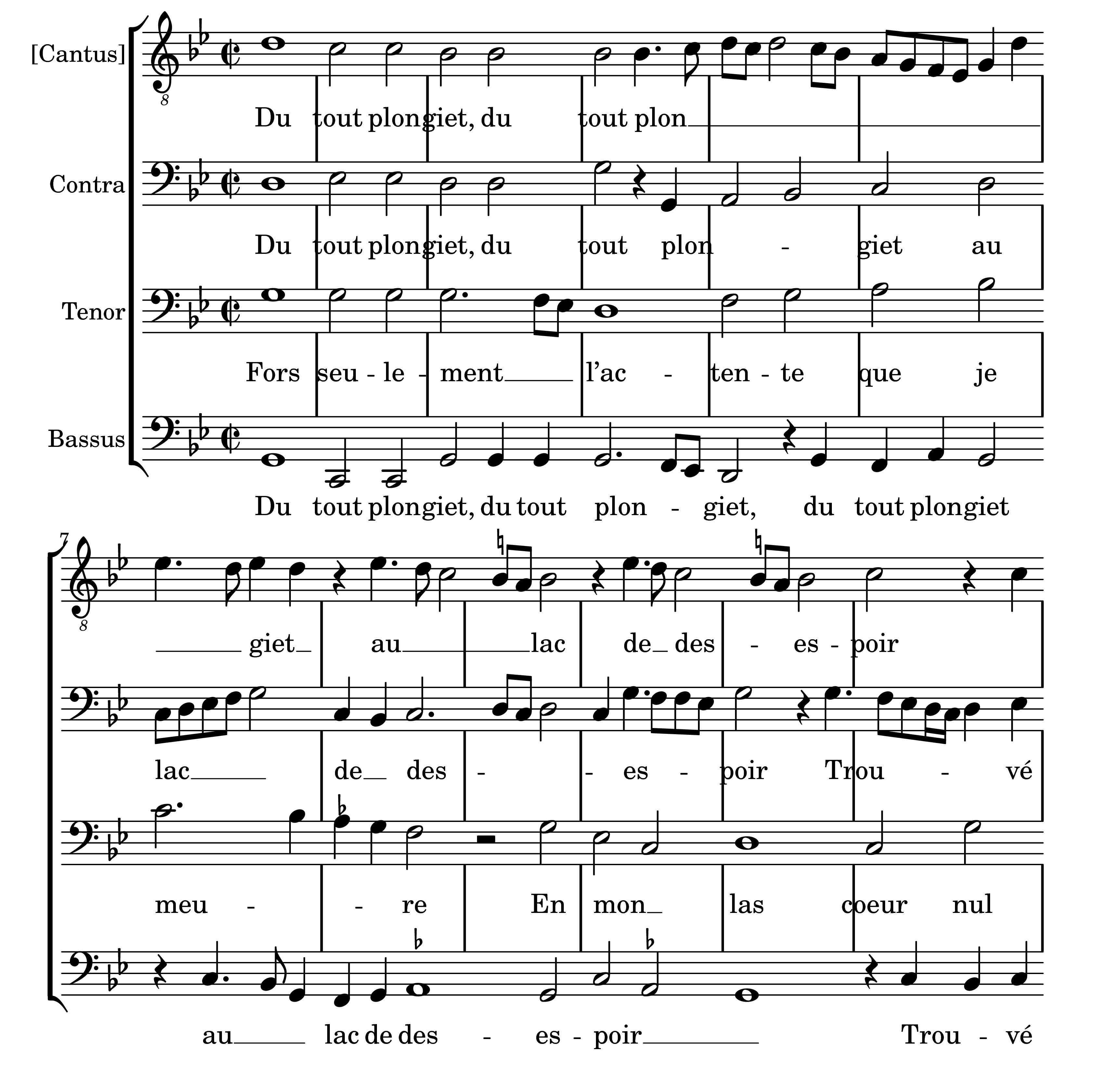
Partition de la chanson en quatre voix "Du tout Plongiet - Fort seulement" par Antoine Brumel

Le Corpus mensurabilis musicae (CMM) est une édition imprimée qui recueille la plus grande partie de la musique profane et sacrée de la fin de la période médiévale et de la Renaissance dans l'histoire de la musique occidentale, avec une attention particulière pour les répertoires franco-flamands et italiens. CMM est une publication de l'« American Institute of Musicology », et en 2019, est composé de 114 séries (volumes individuels ou ensembles de volumes). Les compositeurs célèbres dont les œuvres ont paru dans d'autres éditions, tels que Josquin des Prez, Giovanni Pierluigi da Palestrina, et Roland de Lassus, sont généralement exclus de l'ensemble.
La plupart des séries sont consacrées aux œuvres d'un seul compositeur, et, dans certains cas, ils sont organisés en sous-volumes en raison de leur taille (par exemple, le « Volume 1 » contient les œuvres de Guillaume Dufay et se compose en réalité de 6 volumes distincts liés, contenant séparément les motets, les messes, des fragments de messe, les autres musiques liturgiques, et les chants profanes). D'autres séries contiennent des anthologies ou le contenu de codex et manuscrits, documents qui compilent généralement le travail de nombreux compositeurs: par exemple, la série 46 publie entièrement le Manuscrit Old Hall de la musique anglaise du début du XVe siècle, et la série 85 contient six messes anonymes L'Homme armé de Naples.
La plupart des éditions sont précédées par des notes biographiques ainsi que des notes sur les transcriptions. Le travail a été commencé par Armen Carapetyan, qui a fondé l'American Institute of Musicology en 1944; les publications de CMM ont commencé en 1947, et continuent de nos jours, avec des volumes sans cesse mis à jour et réédités. Le rédacteur en chef actuel est Frank D'Accone.
Les autres publications connexes de l'American Institute of Musicology comprennent le Corpus of Early Keyboard Music (CEKM), le Corpus scriptorum de musica (CSM), contenant des éditions d'écrits sur la musique par les théoriciens de la musique ancienne et la Musica Disciplina (MD), qui publie les travaux scientifiques actuels sur la musique ancienne.

## Compositeurs publiés
| Compositeur                     | Numéro du volume |
| ------------------------------- | ---------------- |
| Agricola, Alexandre             | CMM 22           |
| Albertis, Gaspar de             | CMM 105          |
| Arcadelt, Jacques               | CMM 31           |
| Attaingnant, Pierre             | CMM 20           |
| Barbireau, Jacques              | CMM 7            |
| Bassano, Giovanni               | CMM 101          |
| Brassart, Johannes              | CMM 35           |
| Brumel, Antoine                 | CMM 5            |
| Canis, Cornelius                | CMM 111          |
| Carver, Robert                  | CMM 16           |
| Cellavenia, Francesco           | CMM 80           |
| Champion, Nicolas               | CMM 60           |
| Clemens non Papa, Jacobus       | CMM 4            |
| Compère, Loyset                 | CMM 15           |
| Coprario, John                  | CMM 92           |
| Corteccia, Francesco            | CMM 32           |
| Créquillon, Thomas              | CMM 63           |
| Decapella, et Symon, P.         | CMM 82           |
| de Silva, Andreas               | CMM 49           |
| Dufay, Guillaume                | CMM 1            |
| Erart, Jehan (en)               | CMM 67           |
| Fayrfax, Robert                 | CMM 17           |
| Ferrabosco l'ancien, Alfonso    | CMM 96           |
| Ferrabosco, Domenico Maria      | CMM 102          |
| Festa, Costanzo                 | CMM 25           |
| Forestier, Mathurini            | CMM 104          |
| Frye, Walter                    | CMM 19           |
| Gabrieli, Giovanni              | CMM 12           |
| Gaffurio, Franchini             | CMM 10           |
| Genet (Carpentras), Elzéar      | CMM 58           |
| Ghersem, Géry de                | CMM 69           |
| Ghiselin-Verbonnet, Johannes    | CMM 23           |
| Ghizeghem, Hayne van            | CMM 74           |
| Giovanelli, Pietro              | CMM 64           |
| Gombert, Nicolas                | CMM 6            |
| Grandi, Alessandro              | CMM 112          |
| Halle, Adam de la               | CMM 44           |
| Hèle, George de la              | CMM 56           |
| Heredia, Sebastiáni Aguilera de | CMM 71           |
| Hothby, John                    | CMM 33           |
| Isaac, Heinrich                 | CMM 65           |
| Janue, Antonius                 | CMM 70           |
| La Rue, Pierre de               | CMM 97           |
| Layolle, Francesco              | CMM 32           |
| Le Gendre, Maille, Morpain      | CMM 86           |
| Le Petit, Ninot                 | CMM 87           |
| Lescurel, Jehannot de           | CMM 30           |
| Lhéritier, Jean (en)            | CMM 48           |
| Ludford, Nicholas               | CMM 27           |
| Lupi, Johannes                  | CMM 84           |
| Machaut, Guillaume d            | CMM 2            |
| Manchicourt, Pierre de          | CMM 55           |
| Mantoue, Jachet de              | CMM 54           |
| Marenzio, Luca                  | CMM 72           |
| Merulo, Claudio                 | CMM 51           |
| Mouton, Jean                    | CMM 43           |
| Naich, Hubert                   | CMM 94           |
| Pallavicino, Benedetto (en)     | CMM 89           |
| Passereau, Pierre               | CMM 45           |
| Phinot, Dominique               | CMM 59           |
| Piero, Maestro                  | CMM 8            |
| Pipelare, Mathaeus              | CMM 34           |
| Pisano, Bernardo                | CMM 32           |
| Power, Lionel                   | CMM 50           |
| Praetorius, Hieronymus          | CMM 110          |
| Prenner, Georg (en)             | CMM 99           |
| Prioris, Johannes (en)          | CMM 90           |
| Pullois, Johannes               | CMM 41           |
| Rampollini, Matteo              | CMM 32           |
| Regis, Johannes                 | CMM 9            |
| Regnart, Jacob                  | CMM 62           |
| Richafort, Jean                 | CMM 81           |
| Rogier, Philippe                | CMM 61           |
| Romero, Mateo                   | CMM 109          |
| Rore, Cyprien de                | CMM 14           |
| Rossi, Salamone                 | CMM 100          |
| Roussel, François               | CMM 83           |
| Samin, Wulfran et Meigret       | CMM 91           |
| Sandrin, Pierre                 | CMM 47           |
| Sermisy, Claudin de             | CMM 52           |
| Silva, Andreas de               | CMM 49           |
| Soignies, Gontier de            | CMM 103          |
| Symon, P. et Decapella          | CMM 82           |
| Tinctoris, Johannes             | CMM 18           |
| Vaqueras, Bertrandus            | CMM 78           |
| Verdelot, Philippe              | CMM 28           |
| Vicentino, Nicola               | CMM 26           |
| Weerbeke, Gaspar van            | CMM 106          |
| Wert, Giaches de                | CMM 24           |
| Willaert, Adrien                | CMM 3            |

## Anthologies et anonymes
| Titre                                                      | Numéro du volume |
| ---------------------------------------------------------- | ---------------- |
| 14th-Century Mass Music in France                          | CMM 29           |
| 14th-Century Repertory from the Codex Reina                | CMM 36           |
| 15th-Century Repertory from the Codex Reina                | CMM 37           |
| Anonymous Pieces in MS El Escorial V.III.24 (15th c.)      | CMM 77           |
| Anonymous Pieces in MS El Escorial V.III.24 (15th c.)      | CMM 77           |
| Anonymous Pieces in the MS El Escorial IV. a. 24           | CMM 88           |
| Anthologies of Black-Note Madrigals                        | CMM 73           |
| Canons in the Trent Codices                                | CMM 38           |
| Cantus anonymorum de libris Petri Attaingnant              | CMM 93           |
| Compositions of the Bamberg Manuscript Bamberg             | CMM 75           |
| Cypriot-French Repertory (15th c.)                         | CMM 21           |
| Early Fifteenth-Century Music                              | CMM 11           |
| Early Sixteenth-Century Sacred Music from the Papal Chapel | CMM 95           |
| Elvas Songbook                                             | CMM 98           |
| French Secular Compositions of the Fourteenth Century      | CMM 53           |
| Gonzaga Masses in the Conservatory Library of Milan        | CMM 108          |
| Italian Laude and Latin unica in MS Cape Town (ca. 1500)   | CMM 76           |
| Keyboard Music of the Late Middle Ages in Codex Faenza     | CMM 57           |
| Las Huelgas Manuscript (13th c.)                           | CMM 79           |
| Missa Tornacensis (The Tournai Mass)                       | CMM 13           |
| Motets of the Manuscript La Clayette                       | CMM 68           |
| Motets of the Manuscripts Chantilly                        | CMM 39           |
| Music of the Pepys Manuscript 1236                         | CMM 40           |
| Music of Fourteenth-Century Italy                          | CMM 8            |
| Musica Gallicana de saeculo sextodecimo                    | CMM 66           |
| Old Hall Manuscript (15th c.)                              | CMM 46           |
| Six Anonymous L'Homme armé Masses in Naples                | CMM 85           |
| Trouvère Lyrics with Melodies                              | CMM 107          |
| Unica in the Chansonnier Cordiforme                        | CMM 42           |